# Polimela (filla de Filant)
D'acord amb la mitologia grega, Polimela (en grec antic Πολυμήλη), va ser una filla de Filant.
Estimada per Hermes, va ser mare d'Eudor, comandant dels mirmídons a la guerra de Troia. Posteriorment es va casar amb Èquecles, un descendent d'Àctor.